# Stephan Bodis
Stephan Bodis (* 16. Februar 1958 in Basel) ist ein Schweizer Radioonkologe. Er leitete das Radio-Onkologie-Zentrum KSA-KSB bis 2021. 

## Werdegang
Stephan Bodis begann sein Medizinstudium 1978 an der Universität Freiburg in der Schweiz und beendete es 1984 an der Universität Basel. Anschliessend war er bis 1987 in der Abteilung für innere Medizin am Kantonspital Baden und am Universitätsspital Zürich bis 1989. Von 1989 bis 1991 war er Fellow der European Society for Medical Oncology (ESMO)., außerdem Research Fellow im Department of Hematology/Oncology und Molecular Pharmacology am Institut Gustave Roussy in Villejuif bei Paris. Anschliessend folgte bis 1995 eine clinical and research residency and fellowship 1995 in der Radio-Onkologie am Joint Center für Radiotherapie der Harvard Medical School in Boston und am Massachusetts Institute of Technology, Department of Biology, Cambridge. Von 1995 bis 2003 war Bodis Oberarzt und Leiter am Labor molekulare Radiobiologie am Universitätsspital Zürich. Im März 1998 wurde er zum Privatdozenten der Universität Zürich ernannt, 2004 erfolgte die Ernennung zum Titularprofessor.
Von 2003 bis 2021 war Stephan Bodis Direktor des Instituts für Radio-Onkologie des Kantonspitals Aarau und von 2015 bis 2021 Zentrumsleiter der Radioonkologien der Kantonsspitäler Aarau und Baden. Im September 2012 wurde er Mitglied der Medizinischen Fakultät der Universität Zürich (Extraordinarius).

## Wissenschaftliches und ärztliches Werk
Die Arbeit von Stephan Bodis umfasst den klinischen Aspekt molekularer Radiobiologie, die Anwendung von Photonen und Protonen Radiotherapie, die multidisziplinäre klinische Onkologie und die Kombination der Hyperthermie/Thermotherapie mit Radiotherapie.

## Mitgliedschaften
Bodis ist Mitglied von ESHO und war bis 2020 Mitglied bei NRG Oncology (Full member und Co-Leitung der international NRG member group).

## Ehrung
- 2016: ESHO/BSD Award verliehen am International Congress of Hyperthermic Oncology in New Orleans[3]